# Dorion
Dorion är en kommun (township) i Kanada.   Den ligger i provinsen Ontario, i den sydöstra delen av landet, 1 000 km väster om huvudstaden Ottawa. Dorion ligger 204 meter över havet och antalet invånare är 338.